# بيتنا الكبير
بيتنا الكبير هي رواية للكاتبة المغربية المنحدرة من مدينة أسفي ربيعة ريحان، نشرت سنة 2022 عن دار العين للنشر، عدد صفحاتها 300، موزعة إلى 30 فصلاً. تم ترشيح الرواية سنة 2023 للقائمة الطويلة لالجائزة العالمية للرواية العربية.

## تحليل دلالة العنوان
يحمل عنوان رواية "بيتنا الكبير" للكاتبة المغربية ربيعة ريحان دلالات رمزية وإنسانية عميقة، تتجاوز البعد المكاني المباشر إلى أبعاد اجتماعية وثقافية أرحب. فـ"البيت" في الوعي الجمعي المغربي والعربي هو أكثر من مجرد مأوى، بل هو فضاء حميمي يمثل الأمان والانتماء والهوية، ومرآة العلاقات بين الأفراد داخل الأسرة والمجتمع. أما نعته بـ"الكبير"، فيوسع الدلالة لتشمل الجماعة، وربما الوطن أو الذاكرة الجمعية، مما يمنح العنوان شحنة رمزية تلمح إلى تعددية الأصوات والقصص التي يحتويها النص الروائي. وقد يُقرأ هذا العنوان بوصفه إحالة إلى فضاء تتعايش فيه الشخصيات رغم اختلافها، أو إلى وطن يعيش أفراده تحت سقف واحد، يجمعهم التاريخ والهوية رغم تباين المصائر والتجارب. بذلك، يشكل "بيتنا الكبير" عنوانًا مكثفًا يختزل رؤية الكاتبة إلى العلاقات الإنسانية داخل مجتمع يرزح تحت تحولات اجتماعية عميقة، ويحمل في طياته وعدًا بحكاية جماعية تُروى من زوايا متعددة، تعكس قلق الهوية، وتصدعات الذاكرة، وأمل التعايش رغم العواصف.

## القصة
تدور أحداث الرواية في المغرب خلال النصف الأول من القرن العشرين، حول فتاة تدعى "فريدة" تنتقل لتعيش مع أبيها دون رغبة أمها المطلقة والقاطنة في "البيت الكبير" وهو بيت جدها كبور هذا في بادية بضواحي مدينة أسفي، هذا الجد الذي كان يتميز بالشهامة و الشجاعة والقوة البدنية، كما كان في الماضي هاربا من العدالة نواحي نهر تانسيفت بعد ضربه لرجل سلطة دفاعا عن فلاح بسيط، حيث قرر إنشاء حياة جديدة.
"هنا ستكون حياتي، هنا حيث الماء والشجر والهضاب سأعيش ".
يتزوج كبور فتاة شابة تدعى "سلطانة" وينجب منها والد البطلة "أحمد"، وسرعان ما يتزوج بثلاثة فتيات أخريات يمتلكن نفس العمر ومواصفات الزوجة الأولى، ليصبح بعد مدة وجيزة شخصا ذا مال ومكانة، فضلا عن تكاثر نسله ليعمر به البيت الكبير

## أهم شخصيات الرواية
الجد كبور، سلطانة، فريدة، أحمد.

## البيت كرمز للانتماء والهوية الجماعية
في رواية بيتنا الكبير، توظّف الكاتبة ربيعة ريحان مفهوم "البيت" كرمز يتجاوز حدوده المادية ليعكس بعدًا أنطولوجيًا يرتبط بالهوية والانتماء. فالبيت ليس فقط مكان الإقامة، بل هو مرآة تعكس التكوين النفسي والاجتماعي للشخصيات، ومختبر حيوي لتفاعلاتهم، وصدى لعلاقاتهم بالمحيط القريب والبعيد. إنه وطنٌ مصغّر، تنعكس فيه تناقضات المجتمع المغربي وتحولاته. من خلال تعدد الشخصيات وتشابك مصائرها تحت سقف واحد، تبرز الروائية صراعات الانتماء، والحنين، والرفض، والقبول، كما تسائل التقاليد والسلطة الأبوية والأنماط الاجتماعية الموروثة. بهذا المعنى، يصبح "البيت الكبير" استعارة روائية لوطنٍ أوسع، يعيش أفراده لحظات من الألفة والتنافر، لكنهم رغم كل شيء يتشاركون تاريخًا، وذاكرة، ومستقبلًا قد يكون مشتركًا أو منقسمًا، مما يمنح الرواية طابعًا إنسانيًا عميقًا يتجاوز المحلي إلى الكوني.

## البعد النقدي في رواية "بيتنا الكبير"
تندرج رواية بيتنا الكبير ضمن الخطاب الروائي النسوي الذي لا يكتفي بسرد حكايات نساء معذبات، بل يضطلع بمهمة تفكيك البُنى السلطوية والتقليدية التي تحكم المجتمع المغربي من الداخل، خصوصًا تلك التي تتجلى في مؤسسة الأسرة، والبنية الذكورية، وسلطة الأعراف. تستثمر الكاتبة ربيعة ريحان خطابًا روائيًا محمّلًا بنفَس نقدي واضح، حيث لا تتورع عن كشف هشاشة الروابط الأسرية حين تكون محكومة بالوصاية الذكورية، كما تنقل صوت المرأة المهمش في لحظة التمزق بين الأدوار المفروضة والرغبات الشخصية المكبوتة.
يظهر النقد في الرواية من خلال اللغة ذات النزعة التقريرية أحيانًا، والمتأملة أحيانًا أخرى، التي تستخدمها البطلات في حواراتهن أو تأملاتهن. تسائل الرواية صمت المرأة ورضاها الظاهري، وتحوله إلى مقاومة داخلية تتجلى في خيارات مصيرية مثل الهروب، أو الانفصال، أو حتى العصيان الصامت. وهكذا، تتحول الرواية إلى أداة تشخيصية للمجتمع، تُبرز فيها الكاتبة التفاوت بين الخطابات المهيمنة (الدينية، القانونية، الأسرية) وبين الواقع المعيش.
هذا المنحى النقدي الذي تنهجه ربيعة ريحان يندرج ضمن ما سماه النقاد الوعي الجمالي بالقضية الاجتماعية، حيث تُمزج تقنيات السرد بتمثل سوسيولوجي للأحداث، يتكئ على تجارب حقيقية أو مأزومة لمجتمع لا يزال يتحسس طريقه نحو التحرر الكامل من التقاليد المتوارثة.

## قال النقاد:
لنا عبد الرحمن:«يمكن اعتبار ما تقدمه ريحان في هذه الرواية نوعاً من السيرة الغيرية للجد، إذ يقوم المعمار السردي في هذا النوع من الكتابة على اختيار سيرة لشخص ما، يعتقد الكاتب بأهمية وضرورة تدوين حياته، إلى جانب صلاحية هذه الحياة لأن تكون " أنموذجاً"، عن مرحلة تاريخية وسياسية واجتماعية حافلة بالأحداث والتحولات، وكان الشخص المروي عنه جزءاً منها. تنطبق بعض هذه التفاصيل على سيرة الجد، في تمثله فرداً مقاوماً ومتمرداً للقمع السلطوي، الذي كان منتشراً في ثلاثينيات القرن الماضي.»
حسن لمين 11/11/2024: «رغم التحولات التي شهدتها قصة «بيتنا الكبير» عبر الزمن، إلا أن إحدى أبرزها كانت قدرة المرأة على بناء هويتها الخاصة بعيدًا عن قيود المؤسسات التقليدية، خاصة المؤسسة الزوجية التي غالبًا ما تكبح طموحاتها».
عبد الواحد كفيح:«وعلى مستوى ضبط الإيقاع الزمني، وعلاقته الجدلية بالأمكنة والفضاءات والذاكرة، فقد ناورت الكاتبة بفنية عالية للمزج بين الأزمنة عبر تداخلها وتقابلها وتناظرها بطريقة متقنة، حيث زمن التذكر والذاكرة».

## ألقاب أخرى:
أفضل الروايات المغربية في سنة 2022.